# Avantgarden
Avantgarden有限责任公司，前身为Ovosonico有限责任公司，是意大利电子游戏开发商，总部位于米兰。Avantgarden由业界资深人士马西莫·瓜里尼（Massimo Guarini）和詹尼·里恰尔迪（Gianni Ricciardi）于2012年创立，公司于2020年被Digital Bros收购。

## 历史

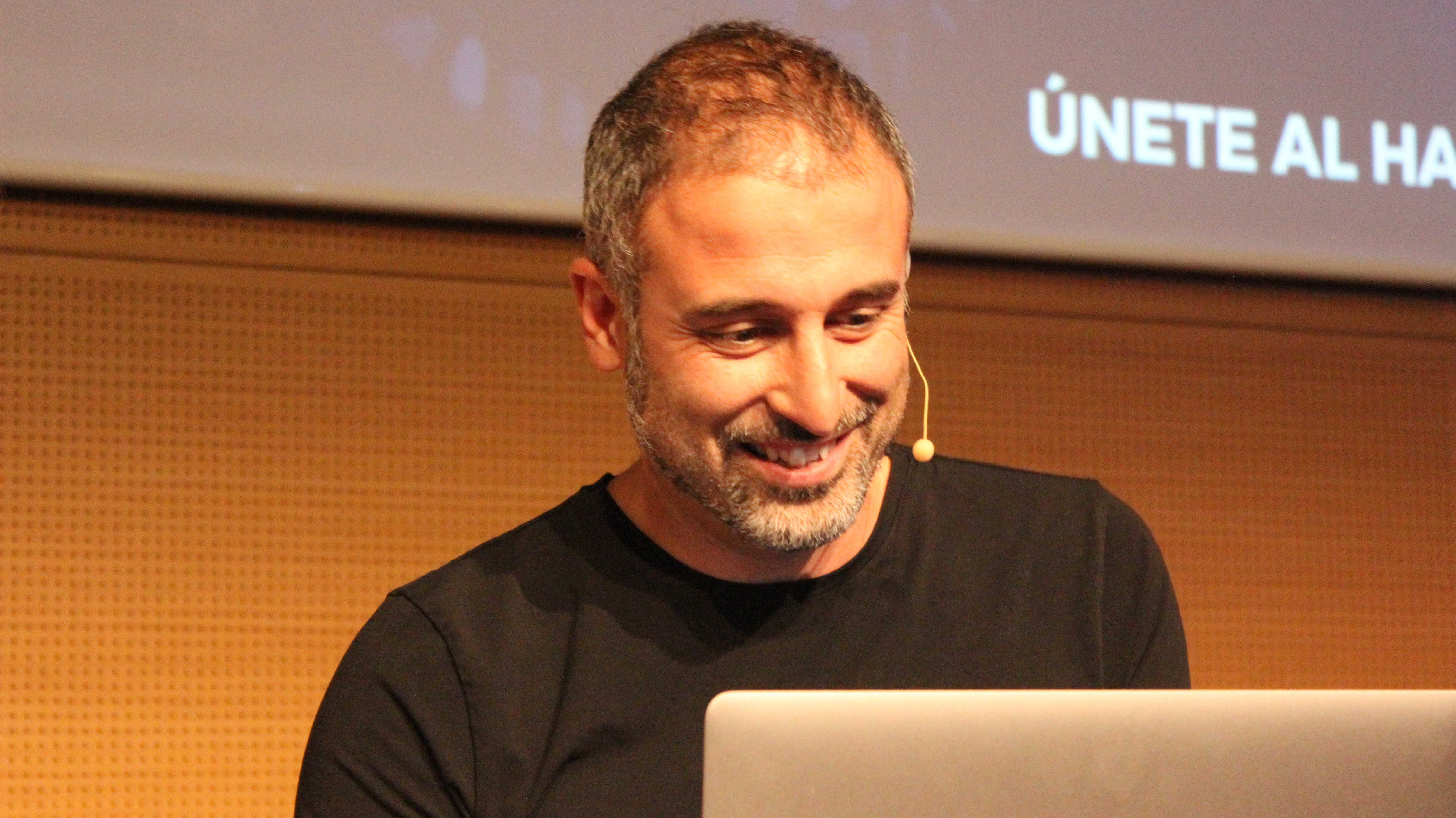
公司创办人马西莫·瓜里尼（摄于2017年）

在成立工作室之前，马西莫·瓜里尼（Massimo Guarini）是草蜢工作室的《暗影诅咒》和育碧的《火影忍者：崛起》的总监。他也参与了细胞分裂系列和彩虹六號系列游戏的制作。在《暗影诅咒》发行后，瓜里尼决定从日本搬回家乡意大利独立发展。他表示，这是因为他已经从事电子游戏行业超过15年，渴望真正做一些不同的事情，2011年东日本大地震也让他认为无法在日本生活下去。瓜里尼表示，他试着在游戏中浓缩所有的情感，并将这些情感面向所有的人类，而不仅仅是游戏的玩家，这一想法在他后来的第一款独立游戏《紫氏宝贝》中得到了尝试
。
回到意大利后，瓜里尼与他的前同事詹尼·里恰尔迪（Gianni Ricciardi）重聚，里恰尔迪是育碧等开发商的音乐制作人和音频总监。两人于2012年在瓦雷泽湖畔的别墅中创立了Ovosonico。2013年3月，Ovosonico宣布将与索尼互动娱乐欧洲合作开发新的知识产权，这使Ovosonico成为第一个与索尼合作的意大利游戏工作室。2013年Gamescom期间，Ovosonico在索尼的新闻发布会上宣布游戏《紫氏宝贝》将发行与PlayStation Vita平台。游戏于2014年9月在北美和欧洲发行。
2015年9月，Digital Bros向Ovosonico投资144万欧元，收购了瓜里尼的所有股份，并获得了公司49%的股份。里恰尔迪则离开了公司，创办了自己的游戏音频工作室WANT Musik。2018年，瓜里尼将Ovosonico迁至米兰。Digital Bros于2020年3月收购了剩余的股份。瓜里尼随后离开了公司，并在他的公司Guarini Design有限责任公司下保留了Ovosonico品牌，而Ovosonico工作室被重新命名为Avantgarden，其20名员工现在由Digital Bros的阿布拉莫·“拉米”·加兰特（Abramo "Rami" Galante）管理。

## 开发游戏
| 作品                                                                                 |                                                                                      |
| ------------------------------------------------------------------------------------ | ------------------------------------------------------------------------------------ |
| 紫氏宝贝首发日期： - 日本：2014年9月25日 - 北美：2014年9月16日 - 欧洲：2014年9月17日 | 各平台发行年份： - 2014年 – PlayStation Vita                                         |
| 紫氏宝贝首发日期： - 日本：2014年9月25日 - 北美：2014年9月16日 - 欧洲：2014年9月17日 | 备注： - 由索尼互動娛樂发行 - 发行时公司名为Ovosonico                                |
| 六月衷曲首发日期： - 全球：2017年8月31日                                             | 各平台发行年份： - 2017年 – PlayStation 4、Microsoft Windows - 2018年 - 任天堂Switch |
| 六月衷曲首发日期： - 全球：2017年8月31日                                             | 备注： - 由505 Games发行 - 发行时公司名为Ovosonico                                   |